# Tritophia grisea
Tritophia grisea är en fjärilsart som beskrevs av Heinrich 1916. Tritophia grisea ingår i släktet Tritophia och familjen tandspinnare. Inga underarter finns listade i Catalogue of Life.